# 塚地武雅
塚地 武雅（つかじ むが、1971年〈昭和46年〉11月25日 - ）は、日本のお笑いタレント、俳優、YouTuber。お笑いコンビドランクドラゴンのボケ、ツッコミ担当。相方は鈴木拓。
大阪府泉南郡阪南町（現・阪南市）出身。プロダクション人力舎所属。阪南市立鳥取中学校、大阪府立佐野高等学校、桃山学院大学経済学部卒業。
『はねるのトびら』（フジテレビ）で共演していた同じ事務所の北陽は、1年先輩にあたる。

## 略歴
父は高知県幡多郡黒潮町入野出身、母は鹿児島県薩摩川内市下甑町瀬々野浦出身。
大学卒業後は、仏壇メーカーの八木研に就職し、営業を担当していた。しかし、お笑いの夢を捨てきれなかった塚地は家族の猛反対を受けながら24歳でお笑いを志し、スクールJCAに入学。そこで相方の鈴木拓と出会い、1996年にコンビを結成。
2003年頃から俳優としても注目を集め、2004年に放送されたテレビドラマ『仔犬のワルツ』（日本テレビ）ではお笑いのイメージとは正反対な悪役を演じた。2006年公開の映画『間宮兄弟』（江國香織原作）において、佐々木蔵之介とのダブル主演に抜擢され、日本で権威のあるキネマ旬報、ブルーリボン賞、毎日映画コンクールの三冠映画賞新人賞を受賞した。なお、共演した佐々木は塚地の演技を「味のある演技が本当に良い」と絶賛している。その後、フジテレビの特別ドラマ『東京タワー 〜オカンとボクと、時々、オトン〜』で山本圭壱（杉本春男役）の代役（撮り直し）を務めている。さらに2007年、テレビドラマ版『裸の大将』（フジテレビ）の山下清役に抜擢され、2009年まで4作品が作られた。
俳優業で名声を浴び「マルチタレント」としての地位を築く一方、本業の芸人（お笑いタレント）業では、2001年4月から続いた『はねるのトびら』が2012年9月に打ち切りになったこともありしばらく低迷する。しかし『LIFE!〜人生に捧げるコント〜』（NHK総合）でのキャラクター「イカ大王」で露出が増えている。レポーターやいわゆる「ひな壇」などピンでの活動が主だが、コンビの仕事も継続している。
大阪府立佐野高校を卒業しており、大阪府泉佐野市内にある日本遺産のプロモーションビデオに出演した縁で、2021年10月12日に大阪府泉佐野市の観光大使に就任した。同市内で行われた就任式では、「青春時代を過ごした地で、泉佐野こそ我が人生。コロナが完全に落ち着いたら、日本全国、世界から来てもらえるすてきな市。微力ながらPRしたい」と意欲を語っている。

## 人物
- 北川景子とは映画で仲良くなり「最初は近付きがたかったけれど、喋ると関西弁が出て、ものすごく大雑把なお姉ちゃん」と語り、北川が赤面しながら普段全国放送では標準語だが、関西弁でツッコんでいた。

- コントにおいてはボケ担当（ツッコミにも回る）だが、トーク番組では鈴木が天然ボケなためツッコミに回ることがしばしばある。

- コントでは数々の個性的なキャラクターを演じ分ける「憑依芸人」と呼ばれるタイプ。また引き出しの多さから一発ギャグの宝庫を思わせる多彩な才能の持ち主。『はねるのトびら』内で行われた「はねトリノ2006 お笑いフィギュア選手権」でも、付けられたキャッチコピーは「最後の喜劇王」となっていた。結果は予選ショートプログラム1位、決勝フリー3位。予選ではつかみに漫談を取り入れた。

- 幼少時代から現在に至るまで特撮ヒーローの大ファン。また、『爆竜戦隊アバレンジャー』（テレビ朝日）のヒロイン、いとうあいこのファンであることを公言。大学の先輩には『ウルトラマンA』（TBSテレビ）に出演した俳優の高峰圭二がいる。

- 人などに対して色などを脳内で関連付ける共感覚者であり、「人を見ると色が浮かぶ」と明かしている。『LIFE!〜人生に捧げるコント〜』で、東京大学文学部・大学院人文社会系研究科教授の工学博士・横澤一彦が検査している。なお、共感覚は感性間知覚であり、100人に1人程度の割合で発生し、霊的な能力ではない[3]。

- 2015年11月16日放送の『主治医が見つかる診療所』（テレビ東京）で人間ドックを受けた結果、大腸の奥、盲腸の部分にポリープが発見された。直径8mmの大きさで、「腺腫」という、悪性腫瘍化する可能性が高いポリープと診断された[4][5]。

- 2024年11月27日、右目の白内障の手術を受けることを公表した[6]。

- ももいろクローバーZ、いぎなり東北産やK-POPアイドルのファンである。

- 星田英利とは学生時代通っていた塾が同じ。「スパルタ太陽塾」という名前で、一風変わった塾だった[7]。

- 2020年4月に行われ、300人が投票に参加した「演技が上手いと思う芸人ランキング」では、原田泰造（ネプチューン）や今野浩喜（元キングオブコメディ）らを凌ぎ1位を獲得した[8]。

### 一発ギャグ
コンビでの主なコントはドランクドラゴン#略歴・概要を参照。
- ここをこうこうこう、下からここをこうこうこう。（同時に肘をマッチのように手でこする）
- 右手首くるくるくる、左手首くるくるくる、ところがどっこい離れない。
- サルゴリラ一般人（元ネタは、猿ゴリラチンパンジー。ボギー大佐のメロディーで）
- だるまさんがダンシントゥナイ!
- 100%の力でゲッツ
- オッス!オレ、汚職議員!
- ゴクゴクゴク!プハ〜。サバの缶詰!!
- 食らえピッコロ!かーめー波ーー！一発目の「はー」で打ってもうた…。
- 打ち上げ花火ドカーーン!!そして恥らう娘〜♪
- カモメーの水兵さん〜♪そんな奴一発で倒せるけどな!!
- アブラハムに〜は7人の子♪一人はのっぽで、後はみんな村を置いて東京さ行っちまったよ…
- パパからもらったグッドアドバ〜イス♪
- スモモもモモもモモのうち、それら全てをぶっ壊すっ
- まさかりかついだ金太郎、熊にまたがり、マウントポジション♪
- おーれーはジャイアーン、ガキたいしょおぉ〜♪(美声で)
- いぇーい!チョキとチョキ、ひし形の始まりィ〜♪
- うぃんうぃんうぃんがしゃっ うぃんうぃんうぃんがしゃっ。ワイパーワイパー♪雨も涙も吹き飛ばーすっ
- 完璧人間 緒川たまき
- ちゅうちょ…ちゅうちょ…菜のはに止まれなぁーい
- 大化の改新を行ったハセガワシンヤとサノタダシ
- 赤パジャマ 黄パジャマ やっぱシンプルなパジャマー
- カエルぴょこぴょこ、みぴょこぴょこ。会わせて下さい、会ってちゃんとあやまりたいんです。
- お馬の親子は仲良しこよしー♪だが後にライバルとなーる。
- カステラ1番　電話2番　三六度五分で会社休むー♪
- あたぁー、あたぁー、あたたたたー、お前はもう、うちの子でもなんでもないわ。
- どんぐりコロコロ どんぐりこー お池にはまって さぁ大変 ドジョウが出てきて奴等に痛みはない♪
- 賢い犬 賢い犬 ブーメランとってこい 戻ってきてお前は関係ない
- 指きりげんまん、嘘ついても自分の気持ちはごまかすなっ
- 月曜日に市場に出かけ 火曜日トゥーララー♪
- ちょっと待ってください、ちょっと待ってください、ガツガツしている若手!
- 野球するなら 絶対帽子はかぶりなさい だってー 日差しがー 強いんだもん♪
- あるときは新聞記者、あるときはガードマン、だから全然休みがないの。
- はい!こちら塚地!なに!?事件か!?ウ〜ウ〜って普通の車〜♪
- 雨雨降れ降れ母さんが〜♪知らない男と出ていった〜・・・♪

### 逸話
- スクールJCAでは一度は違う相方と「シトロン」というコンビを組んだが、行き詰まり1996年解散。その後、授業中に講師が話していた時、鈴木だけは他の生徒と違う反応をしていたため、期待してコンビを組む。
- 塚地という姓は、元々高知県だけにしか存在せず、全国的にも10軒あるかないかという珍しい姓である。
- 2008年、『はねるのトびら』のコーナー「スターだらけの大運動会」の収録中に左足の脛骨を骨折。全治2 - 3か月の大怪我を負う。この影響で、塚地がレギュラー出演するドラマ、『キイナ〜不可能犯罪捜査官〜』（日本テレビ、2009年1月 - 3月）では、塚地演じる工藤が骨折しているという設定となり、脚本が書き換えられた。以後も『ハンチョウ〜神南署安積班〜』（TBSテレビ、2009年4月 - 6月）や『シバトラ〜童顔刑事!史上最大の危機スペシャル〜』（フジテレビ、2009年5月）でも、演じた人物が骨折したという設定になっている。
- YouTuberの グラリオサ音子とは大変親しい間柄で、塚地自身のSNS上で度々登場する。ドランクドラゴン鈴木拓がテレビ番組やラジオ等で、正体が相方の塚地であることを明かしているが、あくまで塚地とグラリオサ音子は別人ということになっている。ただし、なぜかグラリオサ音子の投稿する動画には、塚地と交友関係がある人物が出演することが多い。

### 受賞歴
- 第80回キネマ旬報ベストテン新人男優賞『間宮兄弟』
- 第30回日本アカデミー賞新人俳優賞『間宮兄弟』
- 第49回ブルーリボン賞新人賞『間宮兄弟』
- 第61回毎日映画コンクールスポニチグランプリ新人賞『間宮兄弟』

## 出演
コンビとしての出演はドランクドラゴンを参照。

### テレビドラマ
- 整形美人。（2002年5月、フジテレビ）
- 薔薇の十字架（2002年10月 - 12月、フジテレビ）
- いつもふたりで（2003年1月 - 3月、フジテレビ） - 星野久志 役
- 夏の恐怖ミステリー ほんとにあった怖い話3（2003年9月、フジテレビ）※単発ドラマ
- フジテレビヤングシナリオ大賞受賞作品 琉球偉人伝説（2003年10月、フジテレビ）※単発ドラマ
- マンハッタンラブストーリー 第4話（2003年10月30日、TBS） - タクシーの乗客 役
- 仔犬のワルツ（2004年4月 - 6月、日本テレビ） - 水無月唱吾 役
- あいくるしい（2005年4月 - 6月、TBS） - 大伴一 役
- 電車男（2005年7月 - 9月、フジテレビ） - 木下寛一 役
  - 電車男 もう一つの最終回スペシャル（2005年10月6日、フジテレビ） - 木下寛一 役
- 東京タワー 〜オカンとボクと、時々、オトン〜（2006年11月18日、フジテレビ） - 杉本春男（バカボン） 役
- 即興ドラマ つかじの無我〜12人の証言者〜（2007年4月 - 7月、WOWOW） - 主演・塚地 役
- 裸の大将 21世紀版（2007年 - 、21世紀版、フジテレビ） - 主演・山下清 役
  - 「長野編〜放浪の虫が動き出したので〜」（2007年9月1日）
  - 「宮崎編〜宮崎の鬼が笑うので〜」（2008年5月24日）
  - 「山梨編〜富士山にニセモノが現われたので〜」（2008年10月18日）
  - 「火の国・熊本編〜女心が噴火するので〜」（2009年10月24日）
- おいしいごはん 鎌倉・春日井米店（2007年10月 - 12月、テレビ朝日） - 米屋の店員・ゴロー 役
- ガリレオ 第7話（2007年11月26日、フジテレビ） - 菅原満 役
- 即興ドラマ 囚われつかじ〜13人の容疑者〜（2008年4月 - 8月、WOWOW） - 主演・塚地 役
- シバトラ〜童顔刑事・柴田竹虎〜（2008年7月 - 9月、フジテレビ） - 白豚 役
  - シバトラ〜童顔刑事!史上最大の危機スペシャル〜（2009年5月9日、フジテレビ） - 白豚 役
  - シバトラ〜さらば、童顔刑事スペシャル〜（2010年5月22日、フジテレビ） - 白豚 役
- 超人ウタダ（2009年1月 - 3月、WOWOW） - 主演・歌田マモル 役
- キイナ〜不可能犯罪捜査官〜（2009年1月 - 3月、日本テレビ） - 工藤真一郎 役
- ハンサム★スーツ THE TV（2009年3月、フジテレビ） - 黒杏仁の中の男 役
- ハンチョウ〜神南署安積班〜（2009年4月 - 7月、TBS） - 須田三郎 役
  - ハンチョウ〜神南署安積班〜シリーズ2（2010年1月 - 3月、TBS） - 須田三郎 役
  - ハンチョウ〜神南署安積班〜シリーズ3（2010年7月 - 9月、TBS） - 須田三郎 役
  - ハンチョウ〜神南署安積班〜シリーズ4 〜正義の代償〜（2011年4月 - 6月、TBS） - 須田三郎 役
- 交渉人〜THE NEGOTIATOR〜2（2009年10月 - 12月、テレビ朝日） - 桜庭健二 役
- 笑う女優（2010年1月1日、日本テレビ） - 朝倉孝太郎 役
- 世にも奇妙な物語（フジテレビ）
  - 20周年スペシャル・春 〜人気番組競演編〜「ナデ様の指輪」 - 主演・本人 役（2010年）
  - '17春の特別編「カメレオン俳優」 - 鍋島直樹 (マネージャー) 役（2017年）
- わが家の歴史 第3夜（2010年4月11日、フジテレビ） - 山下清 役
- 崖っぷちのエリー〜この世でいちばん大事な「カネ」の話（2010年7月 - 9月、ABCテレビ） - 鴨田丈一 役
- 豆腐姉妹（2010年7月 - 8月、WOWOW） - 田中一郎 役
- ナサケの女〜国税局査察官〜 第4話（2010年11月11日、テレビ朝日） - 小田健太郎 役
- 霊能力者 小田霧響子の嘘 第7話（2010年11月21日、テレビ朝日） - 園田和気 役
- 美咲ナンバーワン!!（2011年1月 - 3月、日本テレビ） - キャバクラのボーイ・梅田（梅ちゃん） 役
- LADY〜最後の犯罪プロファイル〜第2話（2011年1月14日、TBS） - 徳山茂 役
- 名探偵コナン 工藤新一への挑戦状 第2話（2011年7月14日、読売テレビ） - 鷲見治郎 役
- 謎解きはディナーのあとで 第7話（2011年11月29日、フジテレビ） - 米山昇一 役
- とんび（2012年1月7日・14日、NHK総合） - 葛原 役
- くろねこルーシー（2012年1月 - 3月、テレビ神奈川、テレビ埼玉他） - 鴨志田賢 役
- 大河ドラマ（NHK総合）
  - 平清盛 （2012年） - 藤原信頼 役
  - 西郷どん（2018年） - 熊吉 役
- ゴーストママ捜査線〜僕とママの不思議な100日〜（2012年7月 - 9月、日本テレビ） - 高倉太 役
- 花のズボラ飯（2012年10月 - 12月、毎日放送） - ウッチー 役
- イロドリヒムラ 第10話（2012年12月17日、TBS） - 警官 役
- おとりよせ王子 飯田好実（2013年4月 - 7月、名古屋テレビ） - 主任・久保田勝利 役
- リーガルハイ 第3話（2013年10月23日、フジテレビ） - 熊井健悟 役
- 黒猫、ときどき花屋 第7話（2013年11月12日、NHK BSプレミアム） - センセイ 役
- マチカドラマ「男のケジメ」（2014年3月9日、関西テレビ） - 主演
- 花咲舞が黙ってない（2014年4月 - 6月、日本テレビ） - 芝崎太一 役
  - 花咲舞が黙ってない 第2シリーズ（2015年7月 - 9月、日本テレビ） - 芝崎太一 役
  - 花咲舞が黙ってない 第3シリーズ 最終話（2024年6月15日、日本テレビ）-　富士見ノ丘支店の顧客 役[9]
- なぜ少女は記憶を失わなければならなかったのか?〜心の科学者・成海朔の挑戦〜（2014年10月1日、日本テレビ） - 安藤二郎 役
- 連続テレビ小説（NHK総合）
  - まれ（2015年3月 - 9月） - 寺岡真人 役
  - おちょやん（2021年） - 花車当郎 役
  - 虎に翼（2024年） - 雲野六郎 役[10]
- 月曜ゴールデン 伝説の監察医 オニグマの事件簿2（2015年6月1日、TBS） - 花田卓 役
- ボクの妻と結婚してください。 第3話 - 第5話（2015年5月24日 - 6月7日、NHK BSプレミアム） - イカ大王 役
- 癒し屋キリコの約束 第38話 - 最終話（2015年9月23日 - 25日、東海テレビ） - 谷下田修造 役
- 孤独のグルメ Season5 第9話（2015年11月28日、テレビ東京） - 山崎 役
- 怪盗 山猫 第1話・第4話（2016年1月16日・2月6日、日本テレビ） - 細田政生 役
- 金の殿 〜バック・トゥ・ザ・NAGOYA〜（2017年1月 - 2月、CBCテレビ） - 星野織部 役
- 怪獣倶楽部〜空想特撮青春記〜（2017年6月、毎日放送・TBS） - キャップ 役
- ウチの夫は仕事ができない 第9話（2017年9月9日、日本テレビ） - 吉田武史 役
- オリガミの魔女と博士の四角い時間（2017年12月9日、NHK Eテレ） - サンタクロース 役
- 日曜劇場 99.9-刑事専門弁護士- SEASON II 第4話（2018年1月28日、TBS） - 足立靖男 役[11]
- 正義のセ（2018年4月 - 6月、日本テレビ） - 徳永太一 役
- LIFE!スペシャル 忍べ!右左エ門（2018年12月19日、NHK総合） - 大目付・郷原雅継 役
  - LIFE!presents 忍べ！右左ヱ門 THE SKY ATTACK（2019年12月26日、NHK総合） - 瀬尾久秀 役
- 緊急取調室 3rd SEASON（2019年4月 - 6月、テレビ朝日） - 玉垣松夫 役
  - 緊急取調室 4th SEASON（2021年7月 - 9月）
  - 新春ドラマスペシャル「緊急取調室 特別招集 2022 8億円のお年玉」（2022年1月3日）[12]
  - 緊急取調室 5th SEASON（2025年10月〈予定〉 - ）[13]
- 死亡フラグが立ちました!（2019年10月 - 12月、関西テレビ） - 本宮昭夫 役
- 日曜劇場 グランメゾン東京 最終話（2019年12月29日、TBS） - 寿司屋の大将 役
- パパがも一度恋をした（2020年2月 - 3月、東海テレビ・フジテレビ） - おっさん多恵子 役
- ハケンの品格（2020年6月 - 8月、日本テレビ） - 宇野一平 役
- そのご縁、お届けします-メルカリであったほんとの話- （2020年11月3日 - 12月9日、毎日放送・TBS） - 三田史郎 役
- 作家刑事 毒島真理（2020年11月30日、テレビ東京） - 只野英郎 役[14]
- LIFE!プレゼンツ 夜の連続テレビ小説「うっちゃん」 第3話 大みそか編（2021年3月24日、NHK総合） - 川内 役
- スナック キズツキ（2021年10月9日 - 12月25日、テレビ東京） - 佐藤悟志 役[15]
- アトムの童（2022年10月16日 - 12月11日、TBS） - 各務英次 役[16][17]
- いちげき（2023年1月3日、NHK総合・BS4K） - 和三郎 役[18]
- スタンドUPスタート（2023年1月18日 - 3月29日、フジテレビ） - 武藤浩 役[19]
- ブラッシュアップライフ 第4話・第9話（2023年1月29日・3月5日、日本テレビ） - 塚地武雅（本人） 役[20]
- 王様に捧ぐ薬指（2023年4月18日 - 6月20日、TBS） - 羽田金太郎 役[21]
- 藤子・F・不二雄 SF短編ドラマ『昨日のおれは今日の敵』（2023年4月23日、NHK BSプレミアム・BS4K）- 主演・漫画家 役[22]
- ミステリと言う勿れ 特別編（2023年9月9日、フジテレビ） - 桐江（坂巻行人） 役[23]
- ポケットに冒険をつめこんで（2023年10月20日 - 12月22日、テレビ東京） - 宿谷浩一 役[24]
- ドキュメンタリードラマ郷土の偉人シリーズ 第31作『日本細菌学の父・北里柴三郎～終始一貫　未来を紡いで～』（2024年1月21日、テレビ熊本）- 主演・北里柴三郎 役
- 新宿野戦病院（2024年7月3日 - 9月11日、フジテレビ） - 堀井忍 役[25]
- 天久鷹央の推理カルテ 第1話（2025年4月22日、テレビ朝日） - 香川昌平 役[26]
- リベンジ・スパイ（2025年7月5日 - 、テレビ朝日） - 岡山浩次郎 役[27]

### 配信ドラマ
- Hitch×Hock（ヒッチホック）（2021年、smash）- 和島晋助 役
- 季節のない街（2023年8月9日、ディズニープラス『スター』） - 沢上良太郎 役[28]
- 僕の愛しい妖怪ガールフレンド 第3話（2024年3月22日、Amazon Prime Video）- 男性 役[29]

### 映画
- 劇場版 仮面ライダー響鬼と7人の戦鬼（2005年9月3日公開、東映） - 役人 役　※特別出演
- 間宮兄弟（2006年5月13日公開、アスミック・エース） - 主演・間宮徹信 役
- キサラギ（2007年6月16日公開、ショウゲート） - 安男 役
- ハンサム★スーツ（2008年11月1日公開、アスミック・エース） - 主演・大木琢郎 役
- 交渉人 THE MOVIE タイムリミット高度10,000mの頭脳戦（2010年2月10日公開、東映） - 桜庭健二 役
- 高校デビュー（2011年4月1日公開、アスミック・エース） - TSUKAXILE 役
- ひみつのアッコちゃん（2012年9月1日公開、松竹） - 守衛 役
- くろねこルーシー（2012年10月6日公開、AMGエンタテインメント） - 主演・鴨志田賢 役
- グッモーエビアン!（2012年12月15日公開、ショウゲート） - 学年主任・カニ 役
- げんげ（2013年10月19日公開、よしもとクリエイティブ・エージェンシー） - 主演・田中洋平 役
- MIRACLE デビクロくんの恋と魔法（2014年11月22日公開、アスミック・エース・東宝） - 夢野森 役
- ソロモンの偽証（松竹） - 浅井洋平 役
  - 前編・事件（2015年3月7日公開）
  - 後編・裁判（2015年4月11日公開）
- 劇場版 仮面ライダードライブ サプライズ・フューチャー（2015年8月8日公開、東映） - トラッカー、未来型ロイミュード（人間態 / 声） 役
- TOKYO CITY GIRL（2015年9月5日公開、スタンド・イン） - 愚痴聞き屋 役[30]
- の・ようなもの のようなもの（2016年1月16日公開、松竹） - 銭湯の男 役[31]
- アイアムアヒーロー（2016年4月23日公開、東宝） - 三谷 役[32]
- 高台家の人々（2016年6月4日公開、東宝） - 脇田実 / 木絵の妄想内に登場するキャラクターたち 役[33]
- 嘘八百シリーズ（ギャガ） - 田中四郎 役[34][35]
  - 嘘八百（2018年1月5日公開）
  - 嘘八百 京町ロワイヤル（2020年1月31日公開）
  - 嘘八百 なにわ夢の陣（2023年1月6日公開）
- 屍人荘の殺人（2019年12月13日公開、東宝） - 出目飛雄 役[36]
- 樹海村（2021年2月5日、東映） - 野尻雄二 役[37]
- 梅切らぬバカ（2021年11月12日公開、ハビネットファントム・スタジオ） - 山田忠男 役[38]
- アキラとあきら（2022年8月26日公開、東宝） - 保原茂久 役[39]
- I AM JAM ピザの惑星危機一髪!（2022年12月3日公開、活弁映画「I AM JAM」製作プロジェクト）
- 劇場版「緊急取調室 THE FINAL」（2025年12月26日公開予定、東宝） - 玉垣松夫 役[40][41][13]

### バラエティ番組・情報番組
- 恋愛新党 （2008年4月 - 2008年9月、日本テレビ）
- スター☆ドラフト会議（2011年4月 - 2013年3月） - 準レギュラー
- LIFE!〜人生に捧げるコント〜（2012年9月1日 - 2021年3月24日、NHK BSプレミアム→NHK総合）
- 東京暇人（2012年10月 - 2020年3月、日本テレビ）
- 相葉マナブ（2013年4月21日 - 2015年12月6日、テレビ朝日）　サポートメンバーとして鈴木とコンビで出演する場合と単独で出演する場合があった。
- めざせ甲子園!つかたこレインボーロード（2014年4月30日深夜 - 2016年10月26日深夜、関西テレビ） - 毎月最終水曜日[42]
- ザキ山小屋（2014年10月 - 、朝日放送） - MC
- 超入門!落語 THE MOVIE（NHK総合）
  - 庖丁（2016年7月22日） - 久次 役
  - お見立て（2016年10月19日） - お大尽 役
  - 不動坊（2017年1月18日） - 長屋の独り者 役
- NHK俳句（2020年5月24日 - 2022年3月　NHK Eテレ） - 2020年度は「俳句さく咲く!」司会兼生徒、2021年度は第4週司会
- 旅する水曜日「ドランク塚地のふらっと立ち食いそば」（2022年6月29日、7月6日、10月26日、11月2日、BS日テレ） ※2024年よりレギュラー放送
- 御社でインターンよろしいでしょうか?（2021年11月27日 - 、BS-TBS） - 第2・第4土曜日（不定期変更あり）
- MUSIC LIST-OST-って何?-（2022年4月9日 -  2024年3月10日、BSフジ） - MC
- 美食ファンファーレ（2022年7月 -、フジテレビ） - 松本若菜とのランダム交互出演5分番組
- ドランク塚地のふらっと立ち食いそば（2023年4月3日 - 、BS日テレ） - 毎週月曜日
- KOLIST（2024年4月 - 、BSフジ） - MC

### テレビアニメ
- 忍たま乱太郎（2018年12月19日、NHK Eテレ） - 忍者ツカジ〈巨大イカ〉 役[43]

### WEB番組
- はじめまして!IZ*ONEのファーストステップin日本（2019年1月6日・13日、AbemaTV） - MC

### 吹き替え
- ファインディング・ニモ（2003年、ディズニー／ピクサー・アニメーション・スタジオ） - カニ 役

### アニメーション映画
- 甲虫王者ムシキング スーパーバトルムービー 〜闇の改造甲虫〜（2007年、松竹） - スジブトヒラタクワガタ 役

### 舞台
- ライクドロシー（2013年11月8日 - 12月7日、森崎事務所） - リオ 役
- あなたと作る～etude The 美4（2020年10月21日-24日）

### ラジオ
- Honda Smile Mission（2016年4月 - 2021年3月、TOKYO FM）
- 朗読「塚地武雅が読む 村上春樹『かえるくん、東京を救う』」全5回（2025年1月4日 - 5日、NHKラジオ第1） - 朗読[44]

### プロモーションビデオ
- RAM WIRE『あいだじゅう』
- RIP SLYME『Hey,Brother』（映画『間宮兄弟』からの映像）
- The Songbards『ダフネ』（2022年6月1日）[45]

### CD
- 塚地武雅・堤下敦・梶原雄太/言いたいことも言えずに（2005年8月31日）
  - 『はねるのトびら』のコントキャラクター「ブサンボマスター」の楽曲。
- Missing Linkと塚地武雅（ドランクドラゴン）/マイ★レボリューション（2008年10月29日）
  - 映画『ハンサム★スーツ』の主題歌。
  - 渡辺美里の代表曲「My Revolution」のカバー曲。
- イカ大王（塚地武雅）/イカ大王体操第2（2015年9月2日）
  - 『LIFE!〜人生に捧げるコント〜』のコントキャラクター「イカ大王」の楽曲。
    - 作詞・作曲／槇原敬之
    - 振り付け／ケント・モリ

### CM
- 青山商事（2008年） - 洋服の青山『ハンサム★スーツ』キャンペーンで谷原章介と共演。
- 吉野家（2009年） - 佐藤隆太・市川由衣と共演。
- メタバリアNEO（2010年、富士フイルム） - 堀北真希と共演。
- リクルート「ゼクシィ」（2013年）- 松井愛莉と共演。
- 黒烏龍茶（2013年、サントリー食品インターナショナル） - 生瀬勝久・田口浩正・松崎しげると共演。
- 東京新聞（2017年 -、中日新聞社） - 2017年東京新聞イメージキャラクター。杉咲花と共演[46]
- 低糖質生麺 はじめ屋（2017年 -、明星食品）
- Vitality「ドックで1UP」篇（2018年、住友生命）- 瑛太と共演。
- オールフリー（2019年、サントリー）- 稲垣吾郎、香取慎吾と共演。
- 日本マクドナルド「木村氏、どなたかと」編（2021年）- 木村拓哉と共演。
- アフラック生命保険「『生きる』を創るがん保険WINGSプラス」（2024年 - ）- 笑福亭鶴瓶・松雪泰子と共演。

## 作品
- たこやきレインボー「あなたとの約束」 - 作詞[47]